# Polskie Towarzystwo Fizyczne
Polskie Towarzystwo Fizyczne (PTF) – stowarzyszenie, którego celami są: upowszechnianie fizyki, rozwijanie więzi między fizykami zatrudnionymi w oświacie, nauce oraz różnych gałęziach gospodarki, a także reprezentowanie środowiska fizyków.

## Historia
Polskie Towarzystwo Fizyczne zostało założone na zjeździe organizacyjnym 11 kwietnia 1920 w Warszawie. Na zjeździe przyjęto statut i wybrano Zarząd z Władysławem Natansonem jako pierwszym prezesem. W 1932 roku przekształcono Sprawozdania towarzystwa w czasopismo „Acta Physica Polonica”. W roku 1949 ukazał się pierwszy numer „Postępów Fizyki”. Towarzystwo organizuje od 1951 roku Olimpiady fizyczne.
Ponadto PTF jest jednym z wydawców miesięcznika popularnonaukowego „Delta” – razem z Polskim Towarzystwem Matematycznym, Polskim Towarzystwem Astronomicznym i Polskim Towarzystwem Informatycznym.
W 2005 odbyły się pierwsze bezpośrednie wybory władz PTF (z wykorzystaniem głosowania elektronicznego), a od 2006 PTF stało się organizacją pożytku publicznego. PTF zrzesza 1977 członków zwyczajnych i 18 członków wspierających.

## Nagrody Polskiego Towarzystwa Fizycznego
Polskie Towarzystwo Fizyczne przyznaje następujące nagrody naukowe:
- Medal Mariana Smoluchowskiego
- Nagroda Smoluchowskiego-Warburga (wraz z Niemieckim Towarzystwem Fizycznym)
- Nagroda naukowa PTF im. Wojciecha Rubinowicza za wybitne i twórcze prace naukowe polskich badaczy z zakresu fizyki
- Nagroda doktorska
- Nagroda PTF im. Arkadiusza Piekary za wyróżniające się prace magisterskie
- Nagroda PTF im. Krzysztofa Ernsta za Popularyzację Fizyki
- Nagrody PTF dla wyróżniających się nauczycieli
- Nagroda specjalna PTF

## Prezesi Polskiego Towarzystwa Fizycznego
| Od   | Do   | Imię i nazwisko               |
| ---- | ---- | ----------------------------- |
| 2022 |      | Teresa Rząca-Urban            |
| 2018 | 2022 | Leszek Sirko                  |
| 2014 | 2017 | Katarzyna Chałasińska-Macukow |
| 2010 | 2013 | Wiesław Kamiński              |
| 2006 | 2009 | Reinhard Kulessa              |
| 2002 | 2005 | Maciej Kolwas                 |
| 1997 | 2001 | Ireneusz Strzałkowski         |
| 1993 | 1997 | Henryk Szymczak               |
| 1991 | 1993 | Stefan Pokorski               |
| 1987 | 1991 | Janusz Zakrzewski             |
| 1981 | 1987 | Tadeusz Skaliński             |
| 1974 | 1981 | Zdzisław Wilhelmi             |
| 1961 | 1974 | Wojciech Rubinowicz           |
| 1957 | 1961 | Aleksander Jabłoński          |
| 1955 | 1957 | Leopold Infeld                |
| 1952 | 1955 | Andrzej Sołtan                |
| 1949 | 1952 | Wojciech Rubinowicz           |
| 1947 | 1949 | Stefan Pieńkowski             |
| 1938 |      | Stefan Pieńkowski             |
| 1934 | 1938 | Czesław Białobrzeski          |
| 1930 | 1934 | Mieczysław Wolfke             |
| 1923 | 1930 | Stefan Pieńkowski             |
| 1920 | 1923 | Władysław Natanson            |

## Członkowie honorowi PTF
- Maria Skłodowska-Curie
- Władysław Natanson
- Frederic Joliot-Curie
- Stefan Pieńkowski
- Wojciech Rubinowicz
- Alfred Kastler
- Aleksander Jabłoński
- Stanisław Mrozowski
- Zdzisław Wilhelmi
- Marian Mięsowicz
- Andrzej Kajetan Wróblewski
- Henryk Szymczak
- Franciszek Kaczmarek